# Maloarchangelsk
Maloarchangelsk (rusky Малоархангельск) je město v Orelské oblasti v Ruské federaci. Při sčítání lidu v roce 2010 měl přes tři tisíce obyvatel.

## Poloha a doprava
Maloarchangelsk leží u jižního okraje Orelské oblasti v blízkosti hranice se sousední Kurskou oblastí. Leží na Středoruské vysočině uprostřed Východoevropské roviny. Od Orlu je vzdálen přibližně osmdesát kilometrů jihovýchodně.
Přes město prochází silnice vedoucí ze severozápadu od Glazunovky na jihovýchod do Kolpny. Maloarchangelsk má stejnojmennou stanici na trati z Moskvy přes Orel do Kursku a Charkova, ale ta není přímo ve městě, ale je vzdálena přibližně čtrnáct kilometrů západně.

## Dějiny
V 17. století zde byla založena vesnice Archangelskoje (odvozeno od ruského výrazu pro archanděla, což bylo svěcení zdejšího kostela). Ta získala v roce 1778 status města a byla přejmenována na Malyj Archangelskij, což se později zjednodušilo na Maloarchangelsk.
V roce 1796 ztratil Maloarchangelsk status města, ale už v roce 1802 jej získal zpátky.
Za druhé světové války obsadila město k 11. listopadu 1941 německá armáda. Jednotky Brjanského frontu Rudé armády jej dobyly zpět 23. února 1943.

### Rodáci
- Vjačeslav Dmitrijevič Cvetajev (1893–1950), generál